# Club Patín Alcobendas
Maillots
Dernière mise à jour : 1er février 2019.
Le Club Patín Alcobendas est un club de rink hockey fondé en 1974 et situé à Alcobendas dans la Communauté de Madrid. Il évolue actuellement dans le championnat d'Espagne de rink hockey.